# Kirche der Heiligen Maria Königin des Friedens und der Einheit (Elisabetin)
Die Kirche der Heiligen Maria Königin des Friedens und der Einheit (rumänisch Biserica Sfânta Maria Regina Păcii și a Unității) ist eine griechisch-katholische Kirche im III. Bezirk Elisabetin der westrumänischen Stadt Timișoara (deutsch Temeswar). Sie befindet sich in der Strada Gheorghe Doja und liegt dort zwischen dem Parcul Carmen Sylva im Nordwesten und der Piața Nicolae Bălcescu im Südosten.

## Geschichte
Nach der Grundsteinlegung am 21. November 1999 begannen im Mai 2001 die Bauarbeiten an der Kirche. Am 16. Juni 2003 wurde das Parterre der Kirche eingeweiht, und ab Dezember 2003 wurden hier regelmäßig Gottesdienste abgehalten.
Die Kirchweihe erfolgte am 25. Mai 2008. Zu diesem Ereignis fanden sich zahlreiche geistliche und weltliche Würdenträger ein, darunter der Apostolische Nuntius Francisco-Javier Lozano, der Metropolit der Rumänisch-Orthodoxen Kirche Nicolae Corneanu, der griechisch-katholische Bischof von Lugoj Alexandru Mesian, der römisch-katholische Bischof des Bistums Timișoara Martin Roos, der Gesandte der Pfarrei Međugorje Francesco Rizzi, sowie der Bürgermeister Timișoaras Gheorghe Ciuhandu.